# 中国斯诺克选手涉嫌操纵比赛丑闻
中国斯诺克选手涉嫌操纵比赛丑闻指2022年下半年中国斯诺克多位选手因涉嫌操纵比赛被禁赛的事件，涉及球员有梁文博、颜丙涛、赵心童等10人。

## 时间线
2018年，世界台联（WPBSA）披露中国球手曹宇鹏和于德陆涉嫌赌球。
2022年10月27日，世界斯诺克巡回赛（WST）宣布世界台联（WPBSA）暂停中国斯诺克选手梁文博参赛。12月9日，世界台联通报梁文博此前的禁赛原因为涉嫌在过往比赛中“以博彩为目的操纵比赛结果”。此外鲁宁、李行、赵剑波、白朗宁、常冰玉等五名中国斯诺克职业选手也因牵扯其中被临时禁赛。12月12日和23日，颜丙涛和陈子凡亦分别被世界台联宣布临时禁赛。
2023年1月3日，WPBSA宣布，世界排名第9位的趙心童及世界排名第82位的張健康，因涉操縱比賽結果，被處以即時停賽。至此近期受到禁賽處罰的中國桌球手已達到10人。

事发后，中国台球协会同样禁止上述球员参加中国国内的台球比赛。
1月18日，世界台联公布了调查结果，并宣布涉案球员需出庭答辩。
4月24日，听证会召开，赵心童现场参会，其他涉事球员则以直播连线参会。
5月3日，WST宣布由于部分球员在2022-23赛季结束后仍处於禁赛，2023-24赛季保留职业资格的人数将从64人增加到68人。WST自称不涉及这些案件，也不是仲裁庭的一方，对其没有影响。
6月6日WPBSA公布了对这10名球员的处罚结果。
6月21日，中国台球协会宣佈對梁文博和李行終身禁賽，對鲁宁、颜丙涛、赵心童、张健康、陈子凡、常冰玉、赵剑波和白朗宁也分别处以两年至八年不等的禁赛。

## 调查结果
WPBSA公布的调查结果如下：
- 梁文博被指控涉及操纵比赛和邀请球员在世界斯诺克巡回赛中操纵比赛结果，企图妨碍调查，且不配合WPBSA的调查。

- 李行被指控涉及操纵比赛及邀请其他球员在世界斯诺克巡回赛的比赛中操纵比赛结果，企图妨碍调查，并投注斯诺克比赛。

- 鲁宁被指控在世界斯诺克巡回赛的一场比赛中操纵比赛结果，涉及操纵比赛和邀请球员在世界斯诺克巡回赛的比赛中操纵比赛结果，企图妨碍调查，并投注斯诺克比赛。

- 颜丙涛被指控在世界斯诺克巡回赛的比赛中操纵比赛结果和并投注斯诺克比赛。

- 赵心童被指控涉及在世界斯诺克巡回赛的比赛中操纵比赛结果和并投注斯诺克比赛。

- 张健康被指控在世界斯诺克巡回赛的一场比赛中操纵比赛结果，未能举报他人联系其操纵比赛结果和并投注斯诺克比赛的行为。

- 陈子凡被指控在世界斯诺克巡回赛的比赛中操纵比赛结果。

- 常冰玉和赵剑波均被指控在世界斯诺克巡回赛的一场比赛中操纵比赛结果。

- 白朗宁被指控涉及在世界斯诺克巡回赛的一场比赛中操纵比赛结果。

## 处罚结果
WPBSA公布的处罚结果如下：
- 梁文博被判处终身不得参加斯诺克比赛，并支付43,000英镑的费用。

- 李行被判处终身不得参加斯诺克比赛，并支付43,000英镑的费用。

- 鲁宁被判处8年禁赛，在其提供配合和认罪后，减至5年零4个月，至2028年4月6日，并支付7,500英镑的费用。

- 颜丙涛被判处禁赛7年6个月，在其提供配合和认罪后，减为5年，至2027年12月11日，并支付7,500英镑的费用。

- 赵心童被判处禁赛2年6个月，在其提供配合和认罪后，减为1年8个月，至2024年9月1日，并支付7,500英镑的费用。

- 赵剑波被判处禁赛3年6个月，在其提供配合和认罪后，减为2年4个月，至2025年4月7日，并支付7,500英镑的费用。

- 常冰玉被判处禁赛3年，在其提供配合和认罪后，减为2年，至2024年12月7日，并支付7,500英镑的费用。

- 白朗宁被判处禁赛4年，在其提供配合和认罪后，减为2年8个月，至2025年8月6日，并支付7,500英镑的费用。

- 陈子凡被判处禁赛7年6个月，在其提供配合和认罪后，减为5年，至2027年12月20日，并支付7,500英镑的费用。

- 张健康被判处禁赛4年5个月，在其提供配合和认罪后，减为2年11个月，直至2025年12月1日，并支付7,500英镑的费用。

## 舆论与后续
多位资深斯诺克球员回应了本次假球事件：吉米·怀特表示这是“斯诺克史上糟糕的一天”。肯·达赫迪对假球感到震惊和痛心，并斥责操纵比赛在任何比赛中都是毒瘤。肖恩·墨菲呼吁对任何操纵比赛的球员都应终身禁赛。
处罚结果公布后，WPBSA主席杰森·弗格森在接受新华社专访时表示，梁文博、李行终身禁赛的处罚完全合理，他们长期操纵年轻球员打假球不可接受；痛心于多名年轻球员涉案，并将深入调查赌球网络。
涉案球员赵心童则在微博发出道歉信，表示自己“辜负了球迷的信任，给中国斯诺克蒙羞”。